# Slovac
Slovac (cyr. Словац) – wieś w Serbii, w okręgu kolubarskim, w gminie Lajkovac. W 2011 roku liczyła 270 mieszkańców.